# Martel (Lot)
 Martel  (okzitanisch Martèl) ist eine aus mehreren Weilern (hameaux) und Einzelgehöften bestehende südfranzösische Gemeinde mit 1639 Einwohnern (Stand 1. Januar 2022) im Département Lot in der Region Okzitanien. Der Ort wurde im Juni 2022 von der Vereinigung Les plus beaux villages de France in die Liste der schönsten Dörfer Frankreichs aufgenommen.

## Lage
Martel liegt ca. drei Kilometer nördlich der Dordogne in der historischen Provinz des Quercy. Etwa 43 Kilometer (Fahrtstrecke) trennen den Ort vom westlich gelegenen Sarlat-la-Canéda und etwa 35 Kilometer vom nördlich gelegenen Brive-la-Gaillarde.

## Geschichte
Der Name der Ortschaft wird in der Überlieferung häufig mit Karl Martell in Verbindung gebracht, wofür es allerdings keinerlei historische Belege gibt. Eine gallorömische Siedlung (Uxellodunum) wurde allerdings unweit (bei Vayrac und Saint-Denis-lès-Martel) ermittelt und erforscht. 
Im Mittelalter profitierte der Ort durch seine Lage am Pilgerweg nach Rocamadour und evtl. weiter nach Santiago de Compostela. Im 13. Jahrhundert gewährte Raimund IV., Vizegraf von Turenne, dem Ort etliche Privilegien (Steuerfreiheit, Münzprägung). Zur gleichen Zeit war Martel ein Zentrum der Gerichtsbarkeit – angeblich waren über 50 Anwälte, Richter und Notare hier tätig. Im Hundertjährigen Krieg wurde Martel niemals eingenommen, aber dennoch im Frieden von Brétigny (1360) an die Engländer ausgeliefert. Bertrand du Guesclin eroberte den Ort jedoch schon im Jahre 1374 für die französische Krone zurück. In der Zeit der religiösen Auseinandersetzungen und der Hugenottenkriege (1562–1598) stellte sich Martel – wie das ganze Haut-Quercy – auf die Seite der Katholiken.

## Bevölkerungsentwicklung
| Jahr      | 1962 | 1968 | 1975 | 1982 | 1990 | 1999 | 2007 | 2017  |
| Einwohner | 1377 | 1416 | 1454 | 1402 | 1462 | 1467 | 1538 | 1.611 |

In der ersten Hälfte des 19. Jahrhunderts hatte Martel zeitweise über 3000 Einwohner; zu Beginn des 20. Jahrhunderts waren es noch über 2000. Die Mechanisierung der Landwirtschaft und der daraus resultierende Verlust von Arbeitsplätzen sorgten für einen deutlichen Bevölkerungsrückgang.

## Sehenswürdigkeiten

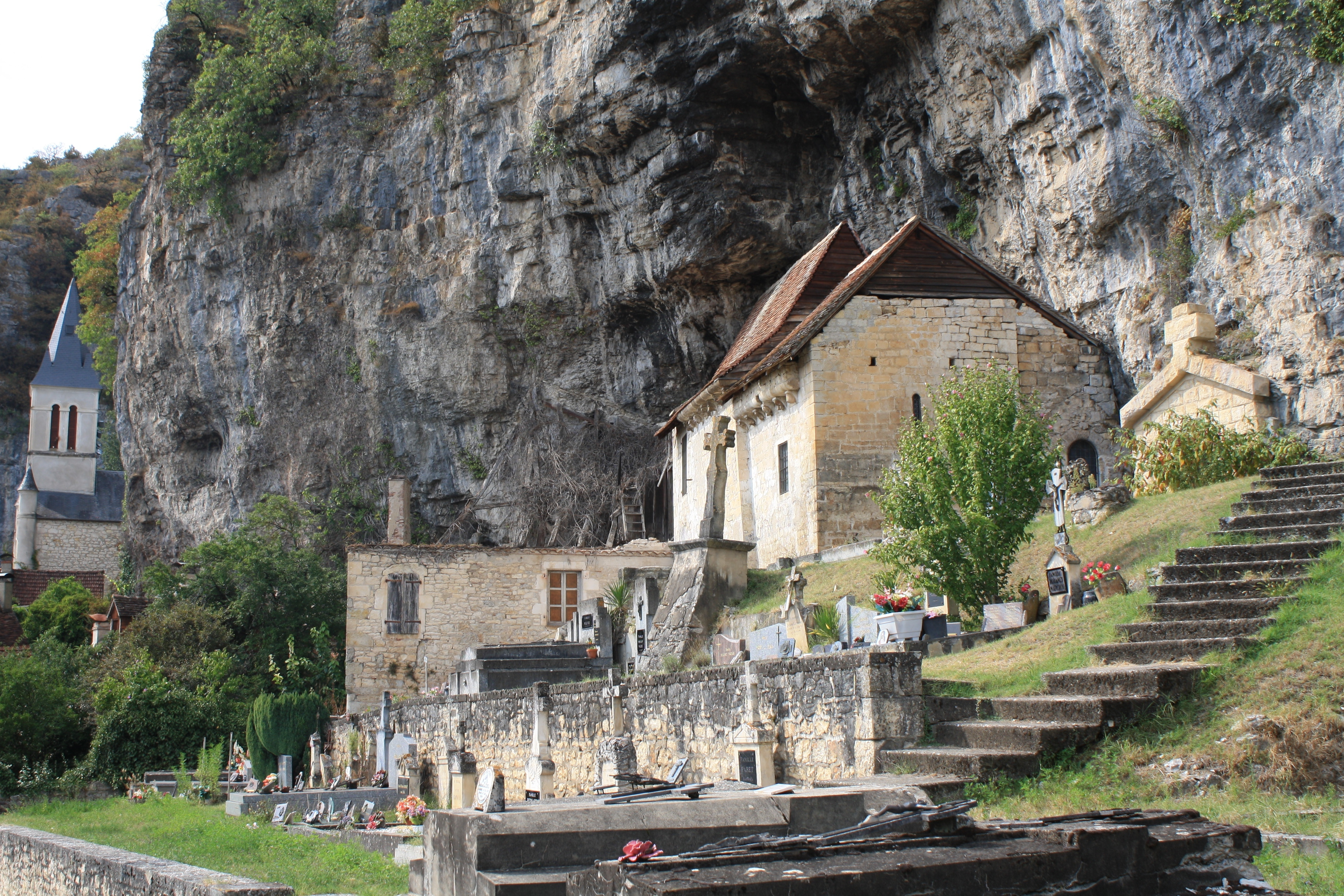
Église Saint-Pierre-ès-Liens de Gluges

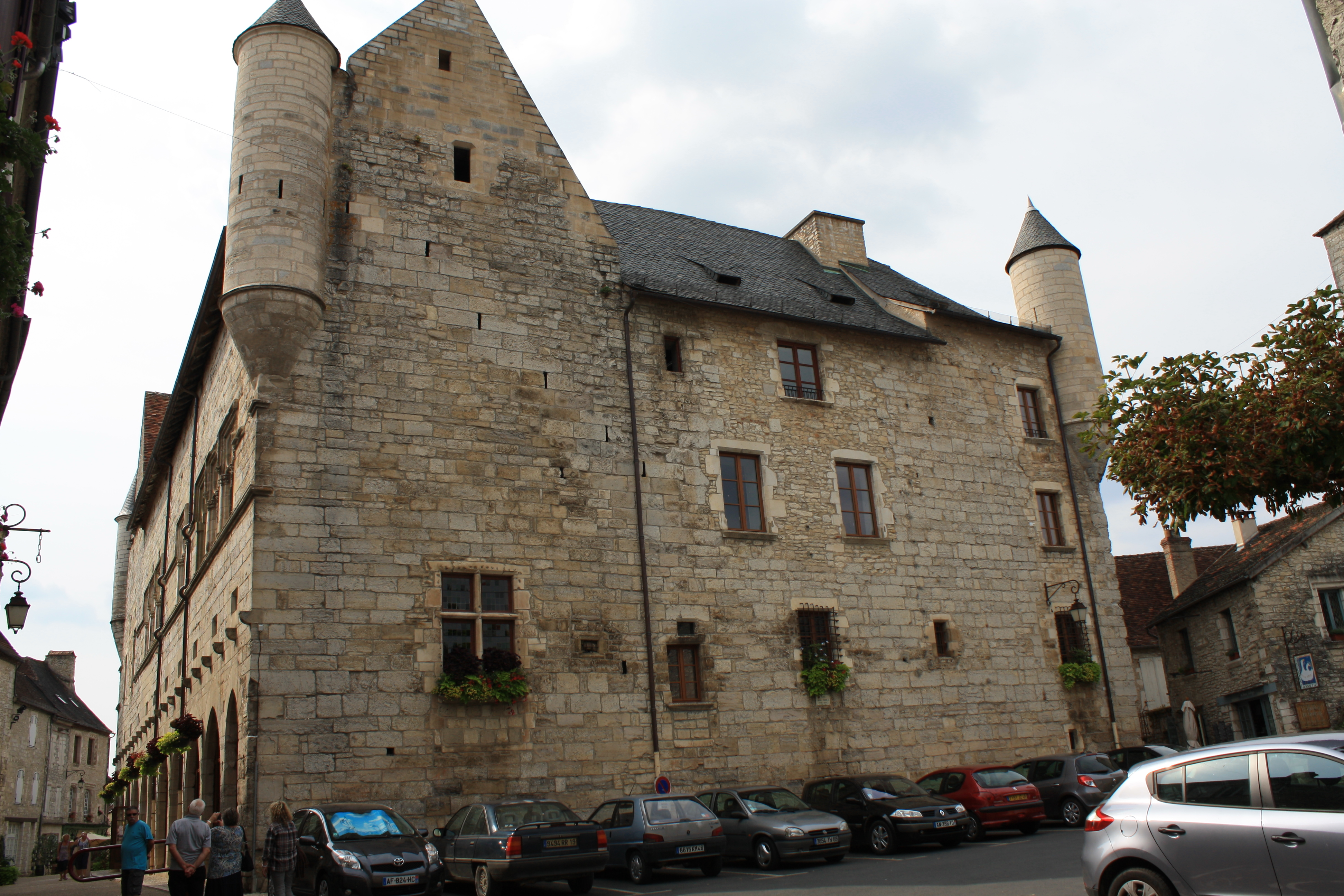
Hôtel de ville (Rathaus)

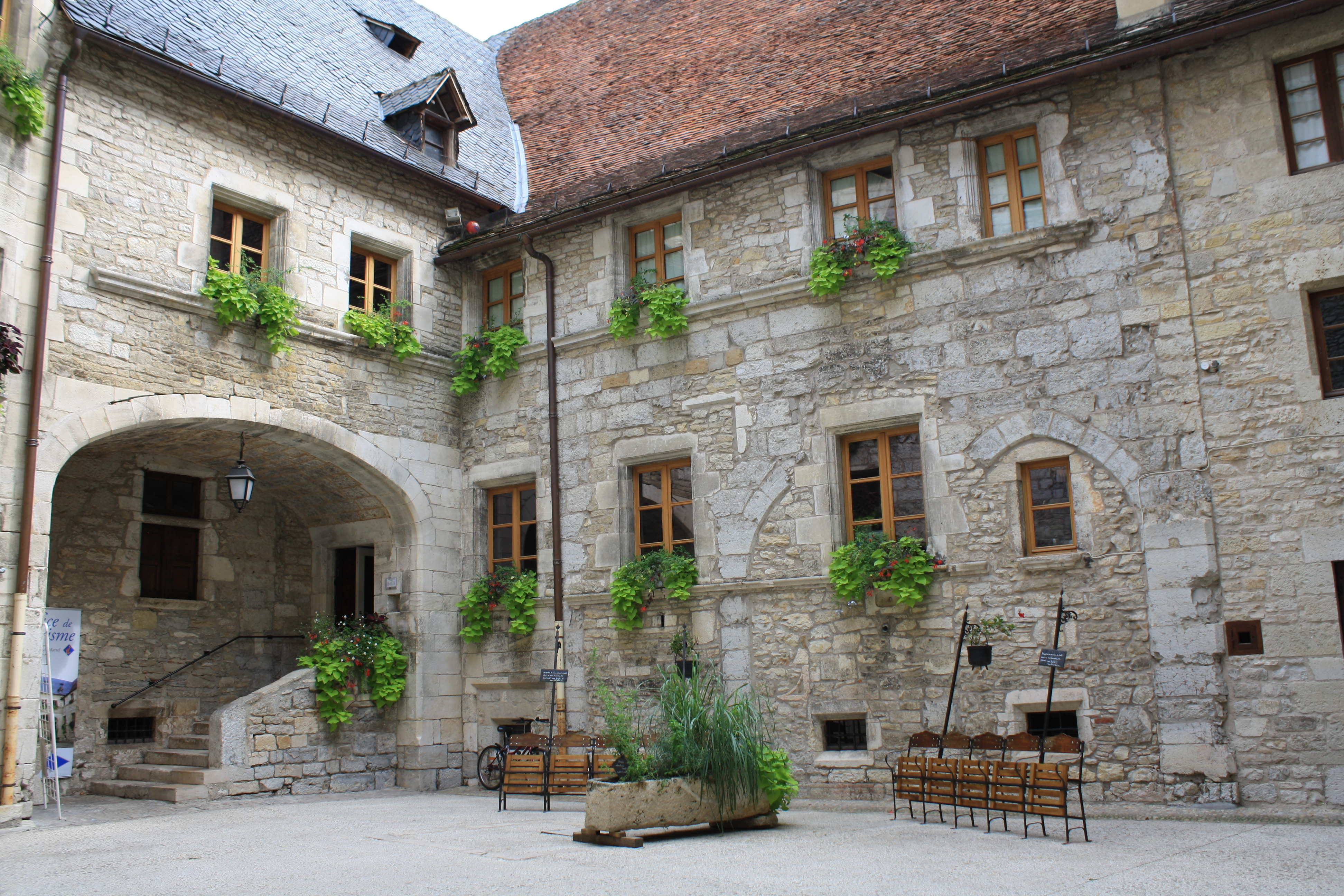
Hôtel de ville (Innenhof)

- Das Ortsbild von Martel, der Stadt der sieben Türme, wirkt in weiten Teilen noch mittelalterlich.
- Die gotische Wehrkirche Saint-Maur (Westfassade 12., Kirchenschiff 14. und Turm 16. Jahrhundert) hat ein Tympanon, das ikonographisch und stilistisch in der Nachfolge von Beaulieu-sur-Dordogne steht. Die Kirche ist seit 1906 als Monument historique[3] anerkannt.
- Die Kirche Saint-Pierre-ès-Liens de Gluges liegt auf einem Friedhof unterhalb einer Felswand (abri). Das Kirchengebäude aus dem 12. und 15. Jahrhundert ist seit 1913 als Monument historique[4] eingetragen.
- Die Eglise de Louchapt aus dem 12. und 19. Jahrhundert ist seit 1990 als Monument historique[5] eingetragen.
- Die Kirche von Murel wurde im selben Jahr als Monument historique[6] anerkannt.
- Im Hôtel Fabri (12./14./16. Jahrhundert) starb – der Überlieferung zufolge – Heinrich der Jüngere, der Sohn Heinrichs II. Das Gebäude ist seit 1990 als Monument historique[7] eingetragen.
- Das Palais de la Raymondie, der ehemalige Stadtsitz der Grafen von Turenne aus dem 14. Jahrhundert, hat einen mächtigen Eckturm und Arkaden im Erdgeschoss. Heute dient es als Rathaus (Mairie) und als Office de Tourisme. Der Bau ist seit 1906 (mit späteren Ergänzungen) als Monument historique[8] anerkannt.
- Im Maison Grise (12./16. Jahrhundert) wohnte ehemals eine zu Wohlstand gekommene Juristenfamilie – die Judicis.
- Das Hôtel Condamine (13./14. Jahrhundert) mit zwei Ecktürmchen war die ehemalige Münze von Martel.
- Der Tour Mirandol (15. Jahrhundert) hat einen quadratischen Grundriss und gehört zum Hôtel de Mirandol.
- Das Hôtel Arcambal (16. Jahrhundert) ist ein weiteres Renaissancehaus mit einem repräsentativen Portal. Der Bau ist seit 1928 als Monument historique[9] anerkannt.
- Der Grenier d’Abondance (16. Jahrhundert) ist ein schönes Renaissancehaus.
- Der Kreuzgang eines ehemaligen Klosters aus dem 16. Jahrhundert ist seit ebenfalls als Monument historique[10] anerkannt.
- Die Markthalle (Ende 18. Jahrhundert) steht an der Stelle eines Versammlungshauses aus der vorrevolutionären Feudalzeit. Sie hat einen gewaltigen Dachstuhl aus Kastanienholz, der nur auf den äußeren Steinpfeilern ruht. An einigen der Pfeiler finden sich eingeritzte Maße für Brot und Getreide. Der Fußboden besteht aus etwa faustgroßen Kieselsteinen. Die Markthalle ist seit 2004 als Monument historique[11] anerkannt.
- Im Musée d’Uxellodunum sind prähistorische und gallorömische Fundstücke zu sehen. Außerdem wird eine Sammlung von Apotheker-Gefäßen (17./18. Jahrhundert) gezeigt.
- In der – etwas außerhalb der Stadt gelegenen – Ruine La Vassaudie, deren Ursprünge Rätsel aufgeben, kann man noch die Überreste einen Saals und die einer Kapelle mit einem gotischen Rippengewölbe erraten.

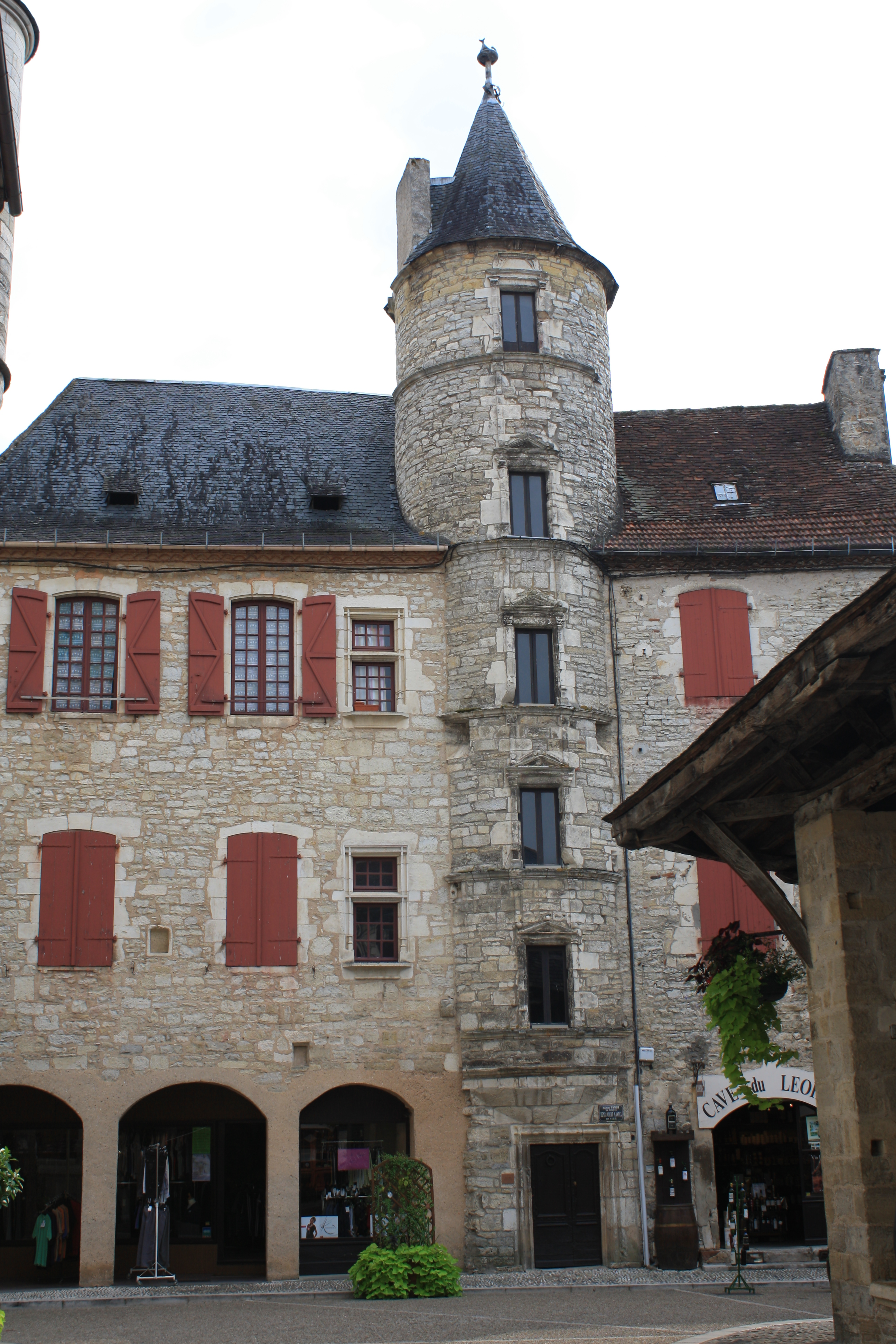
Hotel Fabri
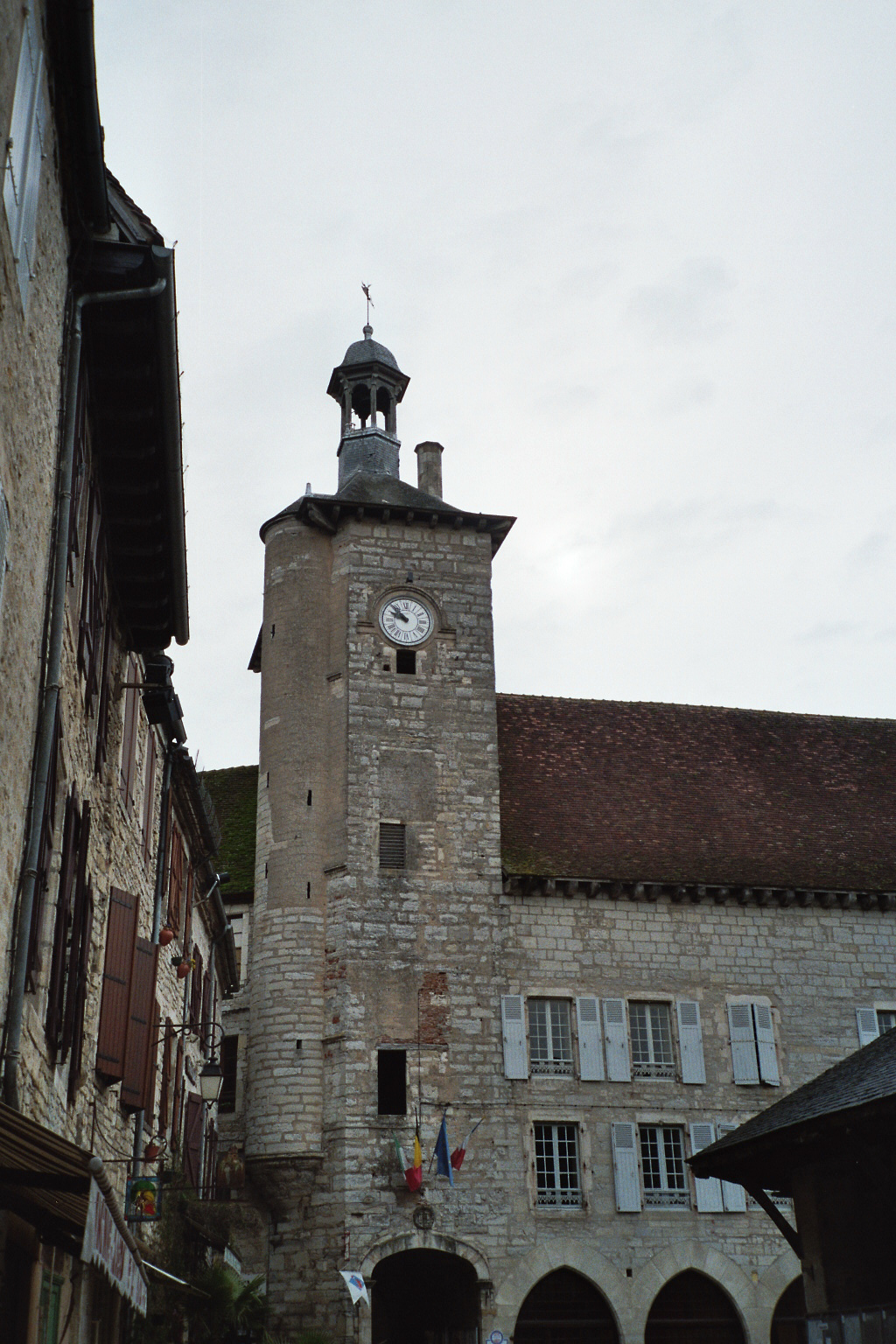
Palais de la Raymondie
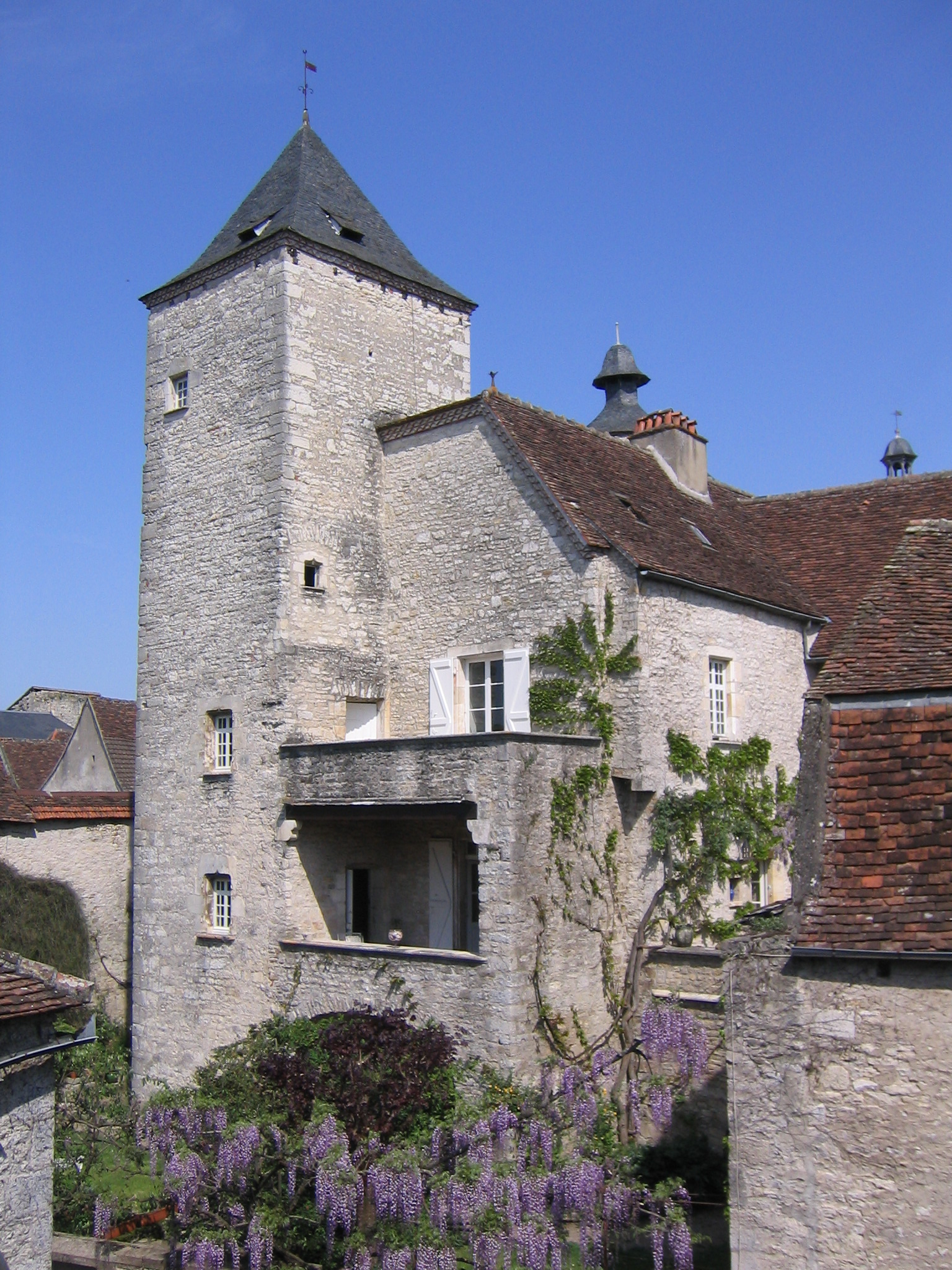
Tour Mirandol
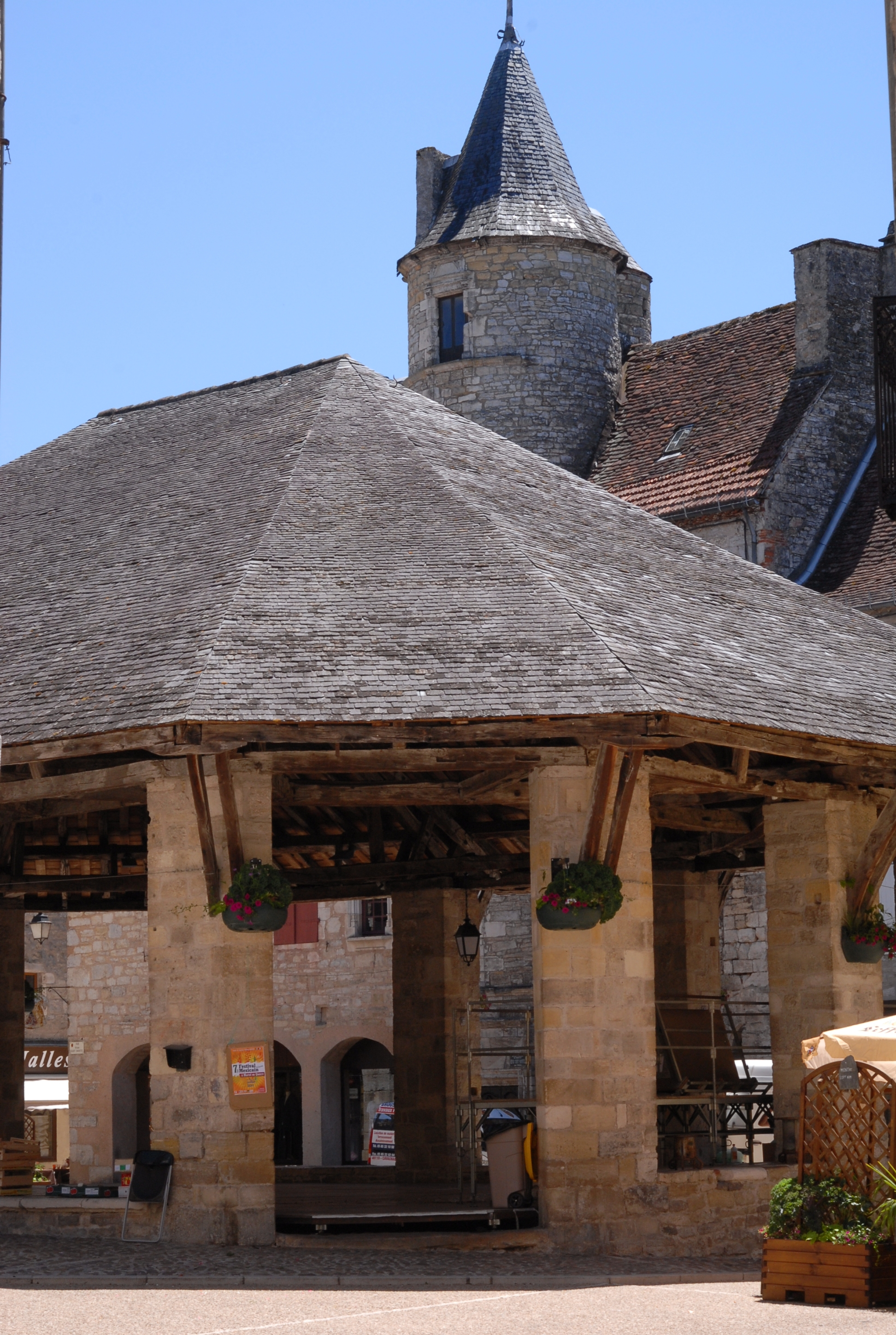
Markthalle

## Wirtschaft
Martel war und ist noch immer ein Zentrum des Trüffelhandels. Im Jahr 1904 wurden hier über 20 Tonnen dieses teuren Speisepilzes verkauft. Heute sind es – nach offiziellen Angaben – deutlich weniger, aber sehr viel wird über den Schwarzmarkt angeboten.

## Gemeindepartnerschaften
Partnergemeinden von Martel sind die belgische Gemeinden Nassogne in Wallonien (seit 1967) und die mexikanische Stadt Tequila (seit 2002).

## Persönlichkeiten
- Heinrich der Jüngere (1155–1183), König von England, starb in Martel.
- Charles Ribeyrolles (1812–1860), französischer Schriftsteller, wurde in der Nähe von Martel geboren.
- Henri-Marie Arlet, 1907–1933 Bischof von Angoulême, wurde in Martel geboren.
- Michèle Causse (1936–2010), Lesbenaktivistin, Übersetzerin und Autorin, wurde in Martel geboren.